# Йохан III фон Зирк
Йохан III фон Зирк (на немски: Johann III von Sirck; † 19 декември 1437) от благородническата фамилията фон Зирк е господар на господството Зирк (на френски: Sierck-les-Bains) на Мозел в Лотарингия.
Той е вторият син на Фридрих II фон Зирк, господар на Фрауенбург († 1417) и съпругата му Анна фон Родемахерн, внучка на Йохан I фон Родемахерн († 1360), дъщеря на Гилес IV фон Родемахерн († сл. 1381) и Жана дьо Шатилон-сюр-Марне († сл. 1385). Внук е на рицар Арнолд V фон Зирк Млади († 1371) и Аделхайд фон Саарбрюкен († сл. 1345). Брат е на Егидиус фон Зирк († сл. 1417) и на Фридрих фон Зирк († 1438/1440).
Племенник е на Йохан фон Зирк († 1305), епископ на Утрехт (1291) и на Тул (1296 – 1305), и на Фридрих фон Зирк († 1322), епископ на Утрехт (1317 – 1323), и братовчед на Якоб фон Зирк († 1456), архиепископ и курфюрст на Трир (1439 – 1456), от 1441 г. имперски канцлер на император Фридрих III, който издига господството Зирк през 1442 г. на имперско графство.

## Фамилия
Йохан III фон Зирк се жени на 15 декември 1402 г. за Маргарета фон Финстинген-Шваненхалс († сл. 24 януари 1451), дъщеря на Якоб I фон Финстинген-Шваненхалс († 1388/1389) и Маргарета фон Финстинген-Бракенкопф († сл. 1382), дъщеря на Улрих фон Финстинген († 1387/1389), фогт в Елзас, и Мари д' Аспремонт († 1380). Те имат две дъщери:
- Елизабет фон Зирк († сл. 1454), омъжена за Йохан фон Далщайн († сл. 1454)
- ? Катарина фон Зирк, омъжена за Томас фон Керпен († сл. 1454)